# 6月12日
6月12日（ろくがつじゅうににち）は、グレゴリオ暦で年始から163日目（閏年では164日目）にあたり、年末まであと202日ある。

## できごと

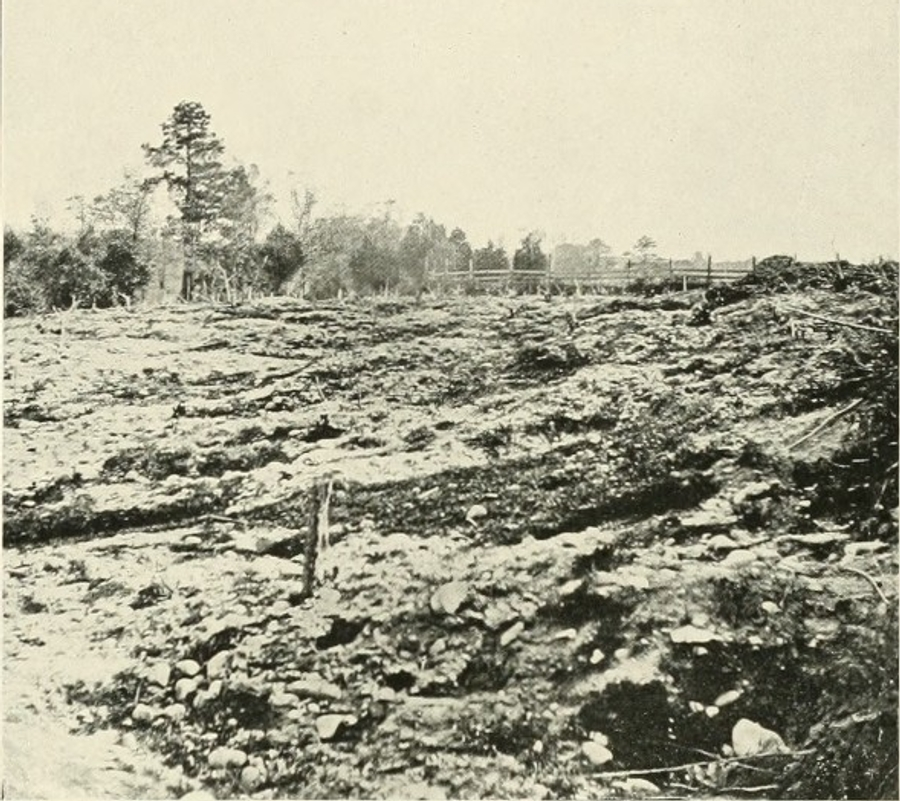
南北戦争、コールドハーバーの戦い終結(1864)。

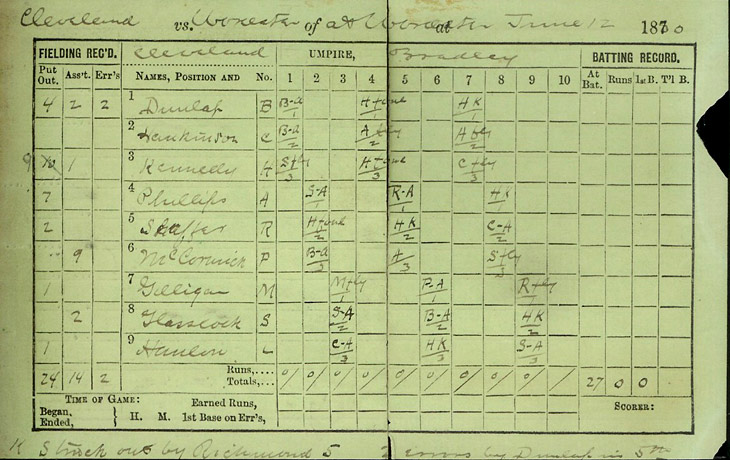
リー・リッチモンド、MLB史上初の完全試合達成(1880)。画像はスコアカード。

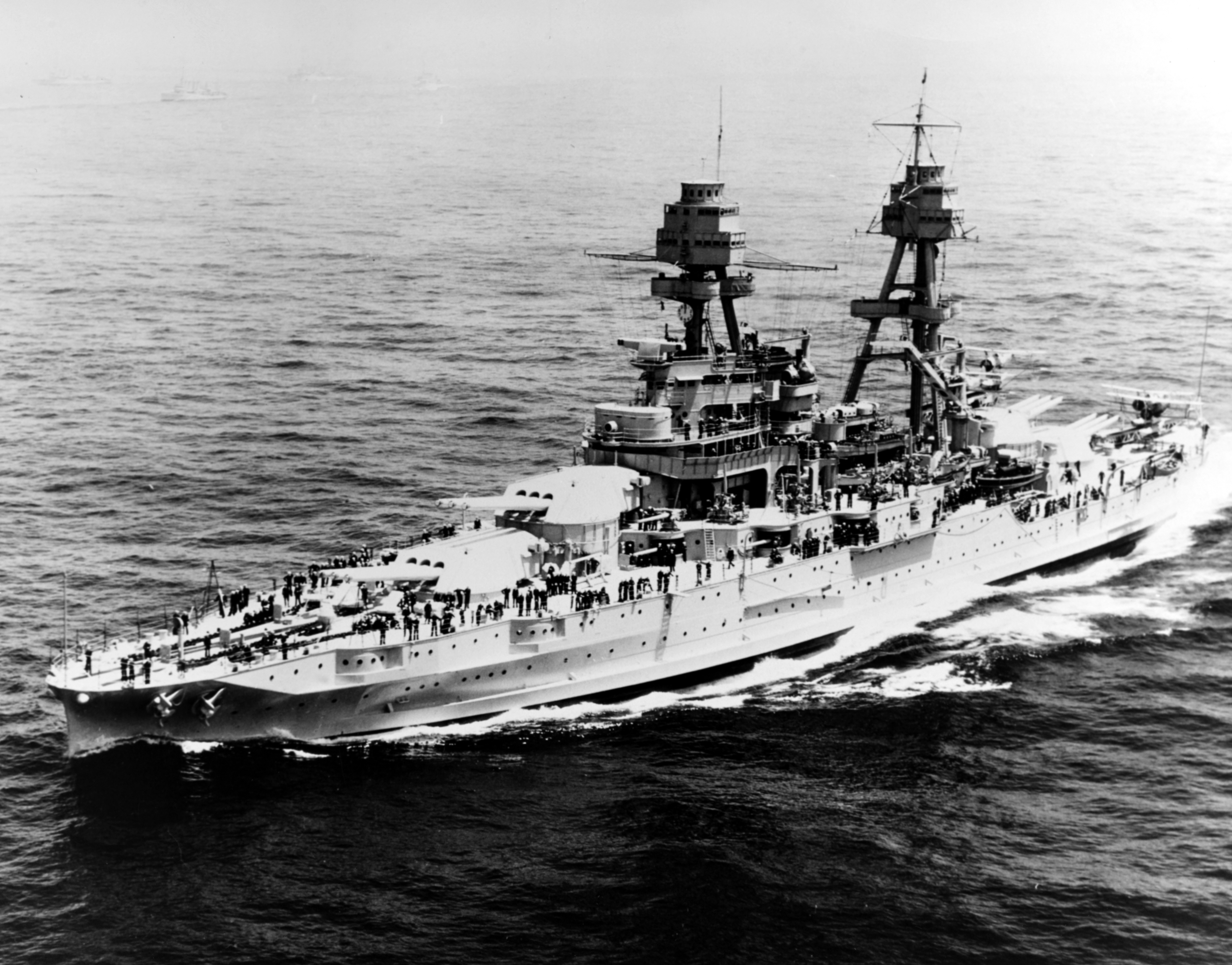
アメリカ海軍の戦艦「ペンシルベニア」が就役(1916)。

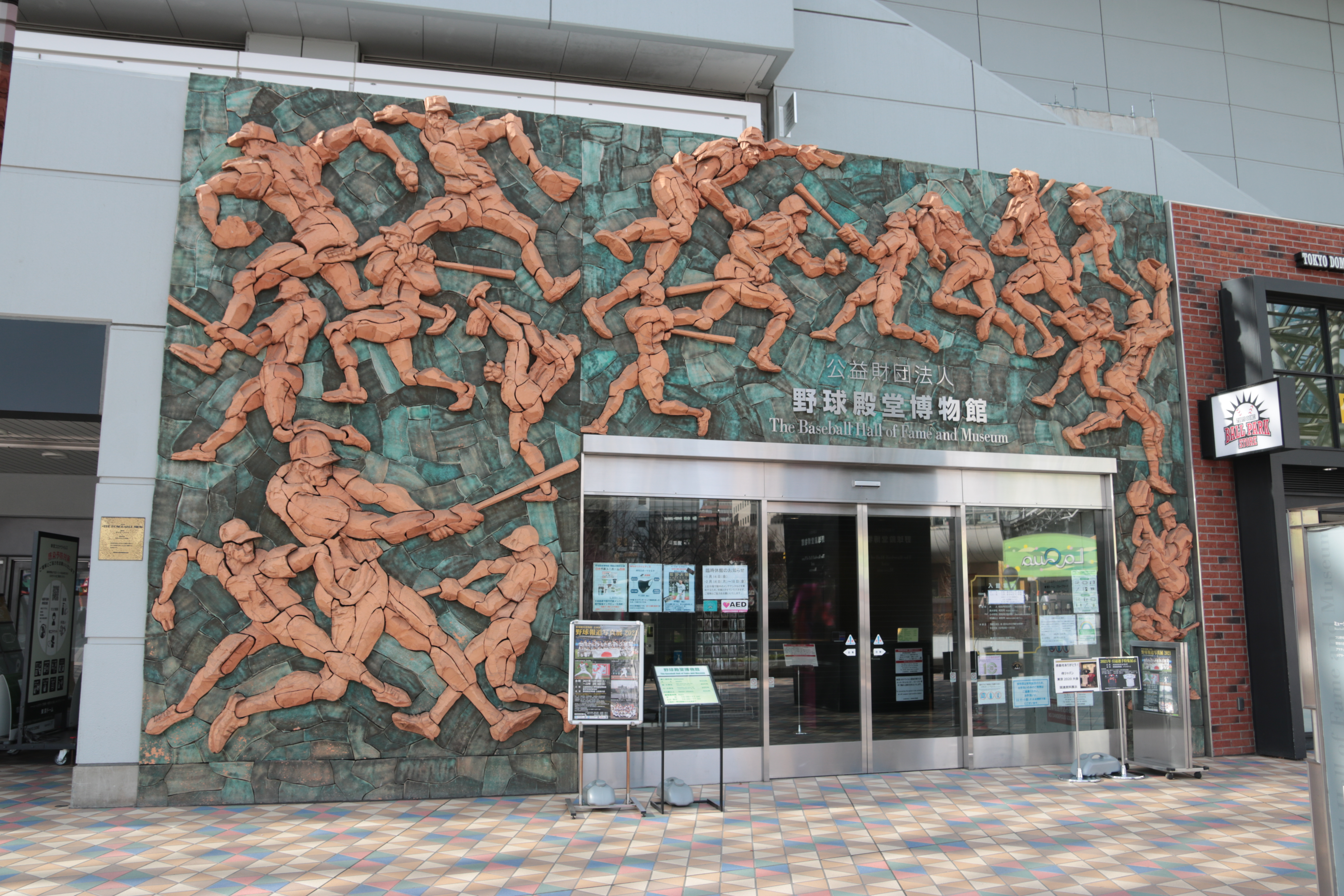
日本の野球体育博物館と野球殿堂創立(1959)。

- 1550年 - フィンランドの首都ヘルシンキが、スウェーデン王グスタフ 1 世によって建設される[1]。
- 1560年（永禄3年5月19日） - 桶狭間の戦い。織田信長が桶狭間山附近で今川義元を討ち取る[2]。
- 1583年（天正11年4月22日） - 賤ヶ岳の戦い: 柴田勝家側についていた前田利家が羽柴秀吉に降伏。
- 1592年（文禄元年5月3日） - 文禄の役: 朝鮮の首都・漢城（現在のソウル）が陥落し、小西行長・加藤清正が入城。
- 1771年 - ジェームズ・クックが南太平洋諸島の探検を終え3年ぶりにイギリスに帰国。
- 1776年 - バージニア権利章典が採択。
- 1859年 - パーマストン子爵ヘンリー・ジョン・テンプルがイギリスの第37代首相に就任。
- 1864年 - 南北戦争: コールドハーバーの戦いが終結。
- 1872年（明治5年5月7日） - 品川駅 - 横浜駅（現:桜木町駅）間で日本初の鉄道が仮営業を開始。
- 1880年 - リー・リッチモンドがメジャーリーグベースボール史上初の完全試合を達成。
- 1886年 - 静岡事件: 自由党員による、7月10日の箱根離宮落成式襲撃・閣僚暗殺計画が発覚。
- 1886年 - 雨宮製糸争議。甲府・雨宮製糸場の女工が日本初のストライキを決行。
- 1898年 - フィリピンの独立運動指導者エミリオ・アギナルドがフィリピンのスペインからの独立を宣言。
- 1906年 - 日本で最初のエスペラント団体である日本エスペラント協会（現在の財団法人日本エスペラント学会）が設立。
- 1910年 - 国鉄宇高連絡船が運行開始。
- 1915年 - 杉本京太が邦文タイプライターの特許を獲得[3]。
- 1916年 - アメリカ海軍の戦艦「ペンシルベニア」が就役。
- 1916年 - 大阪鉄工所で従業員が賃上げを求めたストライキを実施。会社側は全員解雇で対抗[4]。
- 1922年 - 日本で加藤友三郎が第21代内閣総理大臣に就任し、加藤友三郎内閣が発足。
- 1935年 - ボリビアとパラグアイの協定締結によりチャコ戦争が終結[5]。
- 1940年 - 友好関係ノ存続及相互ノ領土尊重ニ関スル日本国「タイ」国間条約（日本・タイ友好条約）調印。同日、タイは同日英仏ともバンコクで不可侵条約を締結[6]。
- 1942年 - ホロコースト: アンネ・フランクが13歳の誕生日プレゼントとして日記帳をもらう。『アンネの日記』の書き始め。
- 1952年 - 長期信用銀行法公布・施行。
- 1958年 - 岸信介が57代内閣総理大臣に就任し、第2次岸内閣が発足。
- 1959年 - 東京の後楽園球場横に野球体育博物館が開館。野球殿堂を創設。
- 1961年 - 農業基本法公布。
- 1961年 - オートバイのWGP、 本田技研工業チームが同年5月21日にフランスのクレルモン＝フェランでの125cc・250ccの2クラス優勝に続き、マン島TTレースでも2クラスで優勝。「ホンダ」の名をヨーロッパに広める[7]。
- 1963年 - ミシシッピ州の公民権運動指導者メドガー・エヴァースが自宅前で待ち伏せされ、クー・クラックス・クランメンバーにより射殺される。
- 1965年 - 家永教科書裁判。東京教育大教授・家永三郎が自著の高校日本史教科書の検定を違憲として国に損害賠償請求。終結まで32年。
- 1965年 - 新潟大学教授の植木幸明らが、新潟県阿賀野川流域で水俣病に似た有機水銀中毒の患者が発生と発表（第二水俣病）[8]。
- 1967年 - ソ連が金星探査機「ベネラ4号」を打ち上げ。
- 1967年 - 新潟の第二水俣病の患者13人が、原因企業の鹿瀬電工を相手に損害賠償請求。
- 1969年 - 日本初の原子力船「むつ」が進水。
- 1978年 - 1978年宮城県沖地震発生。
- 1978年 - ニューヨークで6人の連続殺人を犯した"Son of Sam"ことデビッド・バーコウィッツに懲役365年の判決が下る[9]。
- 1979年 - 元号法公布・施行。
- 1980年 - 衆参同日選挙中に首相の大平正芳が急死。
- 1981年 - メジャーリーグベースボールで選手がストライキ突入。8月9日のMLBオールスターゲーム直前まで継続、年間試合数の3分の1以上が中止となる。
- 1990年 - ソビエト連邦の崩壊: ソ連のロシア連邦共和国が主権宣言を採択。ソ連崩壊への動きが加速[10]。
- 1991年 - ロシア共和国大統領選挙でボリス・エリツィンが当選。
- 1992年 - コロンビアの歌手・ラファエル・オロスコ・マエストレの葬儀。
- 1994年 - O・J・シンプソン事件: O・J・シンプソンの元妻とその友人が自宅で殺害される。
- 2000年 - リオデジャネイロバスジャック事件が発生。容疑者と乗客の計2名が死亡。
- 2006年 - 大分県西部地震発生。広島県呉市・愛媛県今治市・大分県佐伯市等で震度5弱を記録。
- 2009年 - 2009年新型インフルエンザの世界的流行: WHOが新型インフルエンザの警戒水準をフェーズ6に引き上げ、パンデミックを宣言。
- 2009年 - アメリカでアナログテレビ放送が終了し、デジタル放送へ完全移行。
- 2016年 - オーランド銃乱射事件が発生。容疑者1人を含む50人が死亡、53人が負傷。米国で起きた銃乱射事件としては史上最悪のものとなった[11]。
- 2017年 - 恩賜上野動物園のパンダ・リーリーが第2子を出産[12]。9月25日に「シャンシャン」と命名[13]。
- 2017年 - 首都モスクワなどロシア国内の180カ所以上で、プーチン政権の汚職に抗議する大規模なデモが行わわれ、反体制の指導者アレクセイ・ナワリヌイ氏のほか、多くのデモ参加者が拘束された[14]。
- 2018年 - 史上初の米朝首脳会談がシンガポールで開催される[15]。
- 2018年 - マケドニア・ギリシャ両国政府はマケドニアの国名を「北マケドニア共和国」に変更することで合意[16]。
- 2021年 - 香港で政府に抗議する未許可デモを組織するなどした罪で、禁錮10カ月の実刑判決を受けた民主活動家の周庭が、刑期を終えて出所した[17]。
- 2023年 - UBSによるクレディ・スイスの救済買収の完了が発表され、1856年から続いたクレディ・スイスは167年の歴史に幕を下ろした[18]。
- 2025年 - エア・インディア171便墜落事故。

## 誕生日

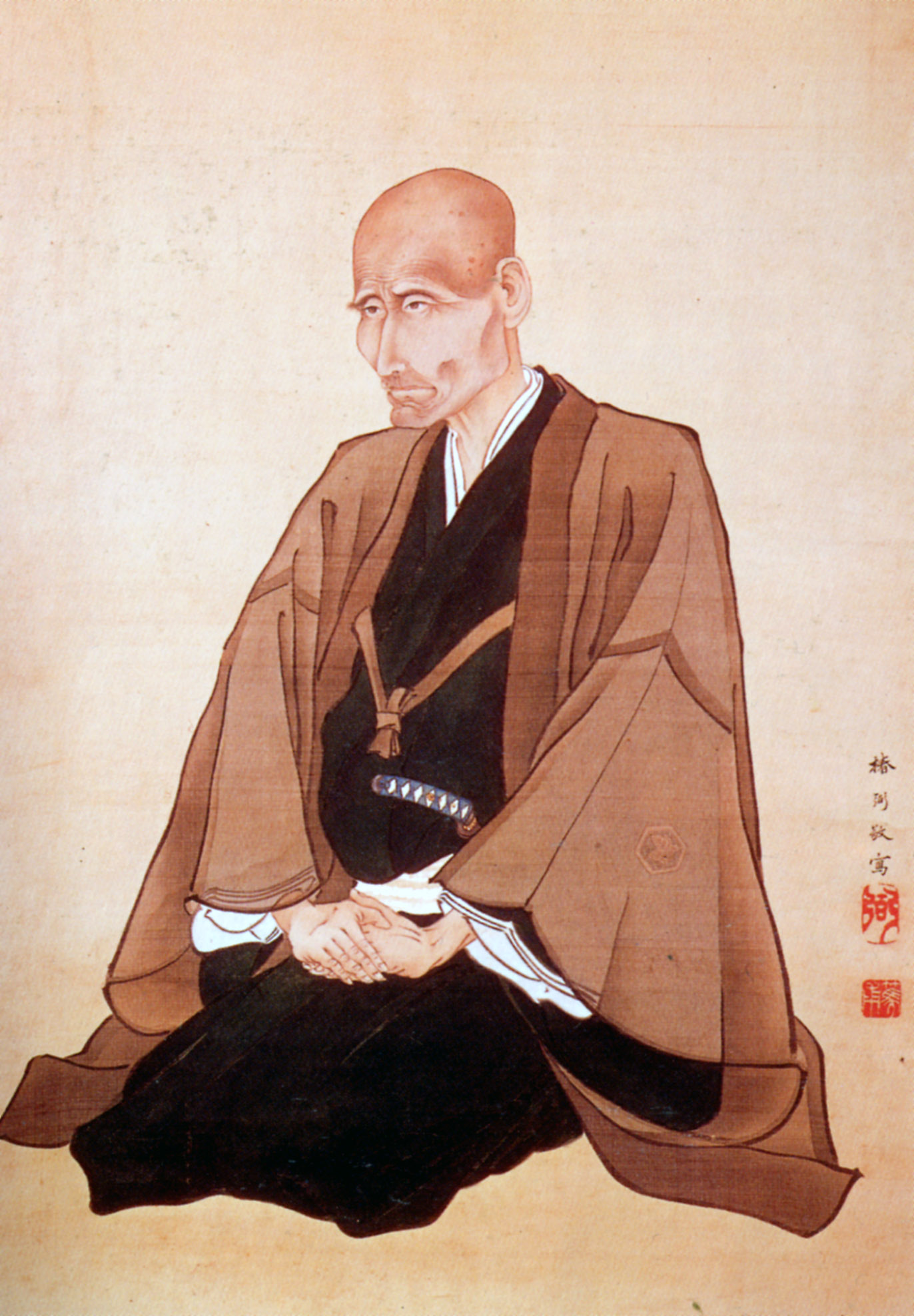
蘭学者高野長英(1804-1850)誕生。

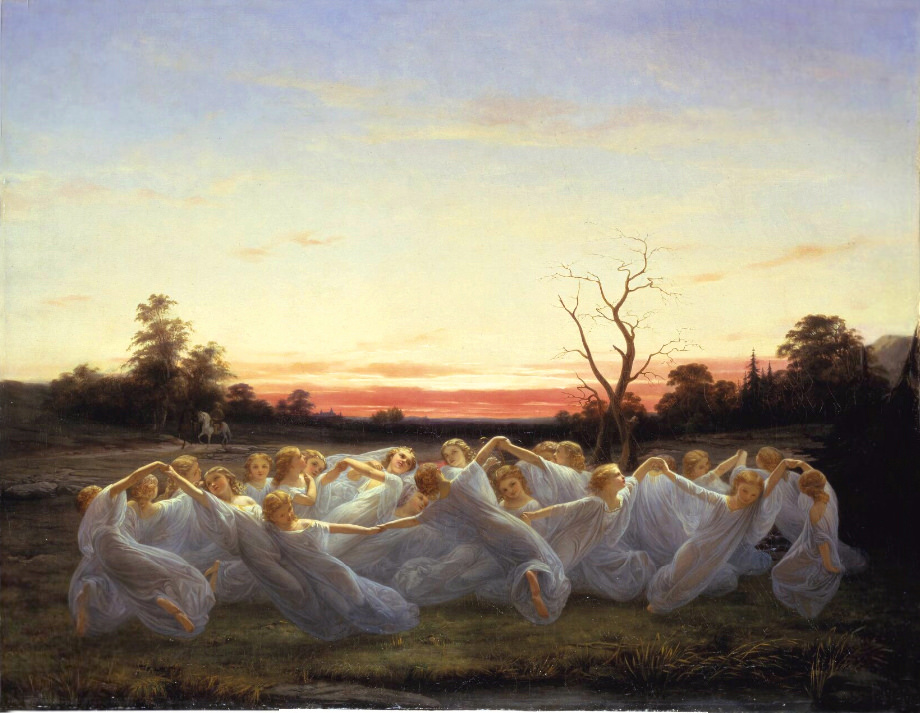
画家ニルス・ブロメール(1816-1853)誕生。画像は『草原のエルフたち』(1850)。

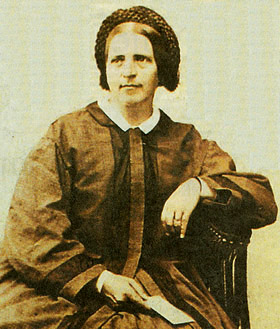
『アルプスの少女ハイジ』の著者、作家ヨハンナ・シュピリ(1827-1901)誕生。

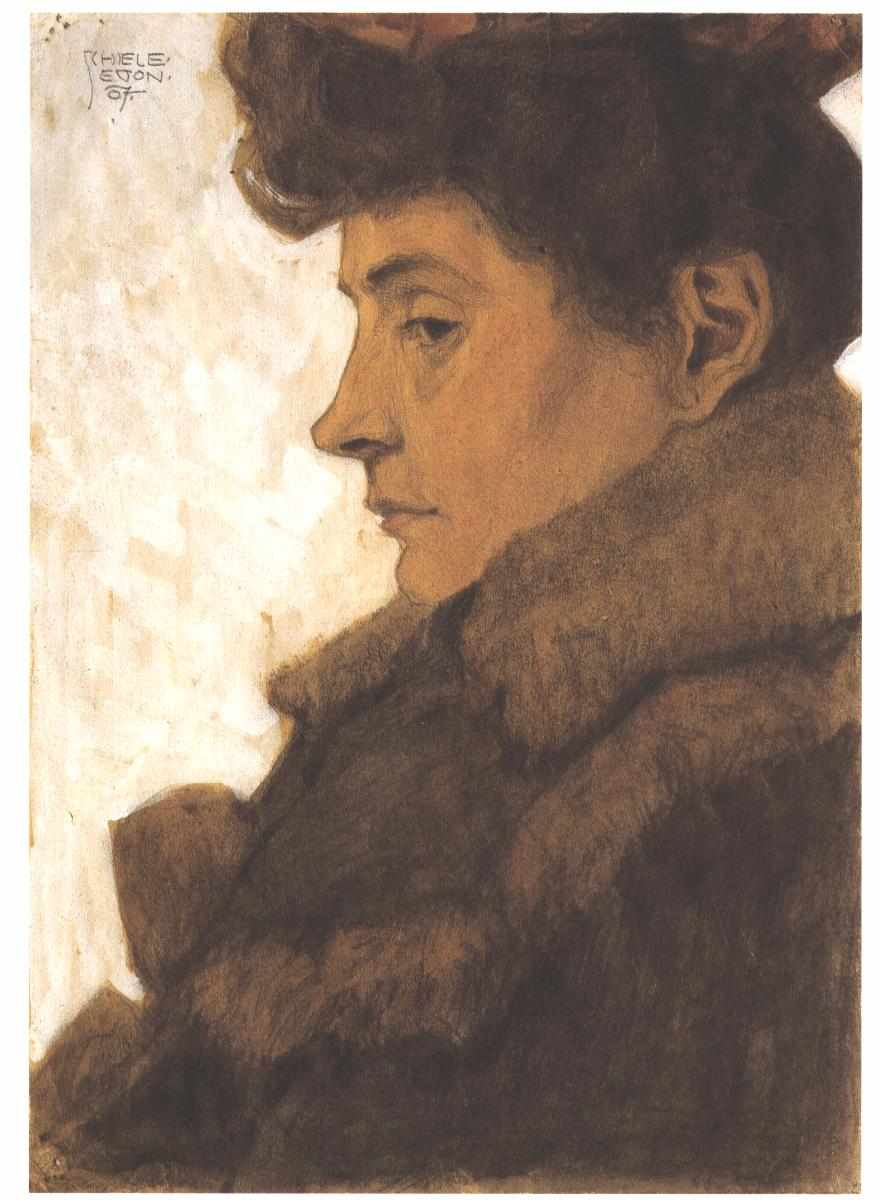
画家エゴン・シーレ(1890-1918)。画像は『マリア・シーレ』(1907)。

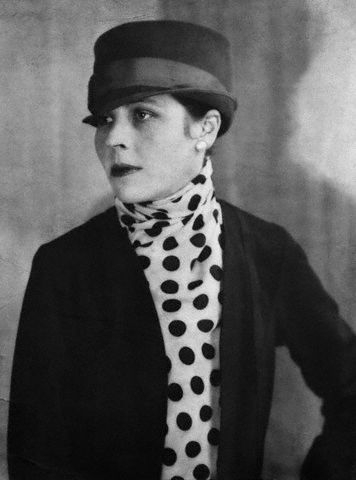
作家ジューナ・バーンズ(1892-1982)誕生。

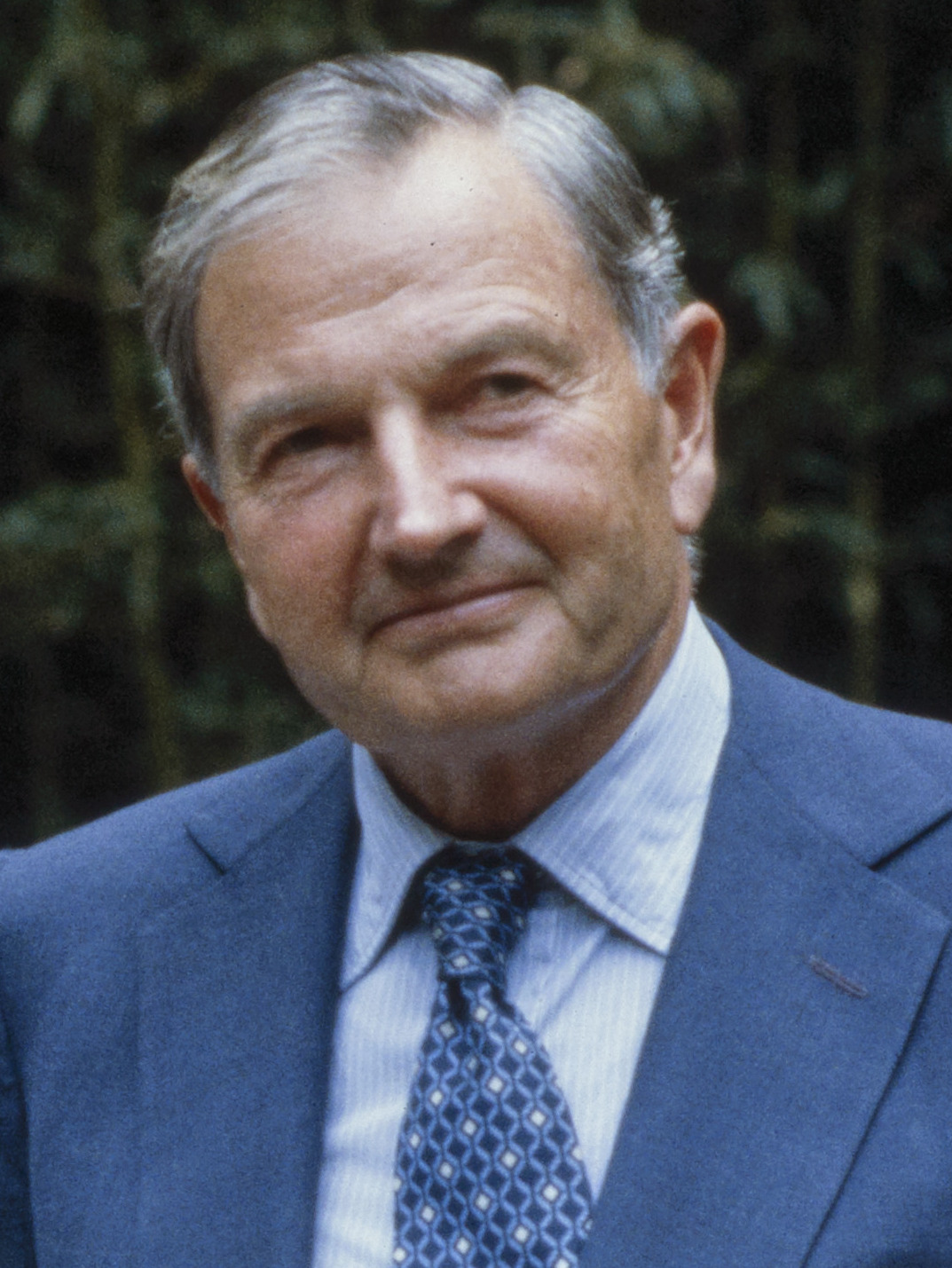
銀行家、実業家デイヴィッド・ロックフェラー(1915-2015)誕生。

アメリカ合衆国第41代大統領ジョージ・H・W・ブッシュ(1924-2018)誕生。

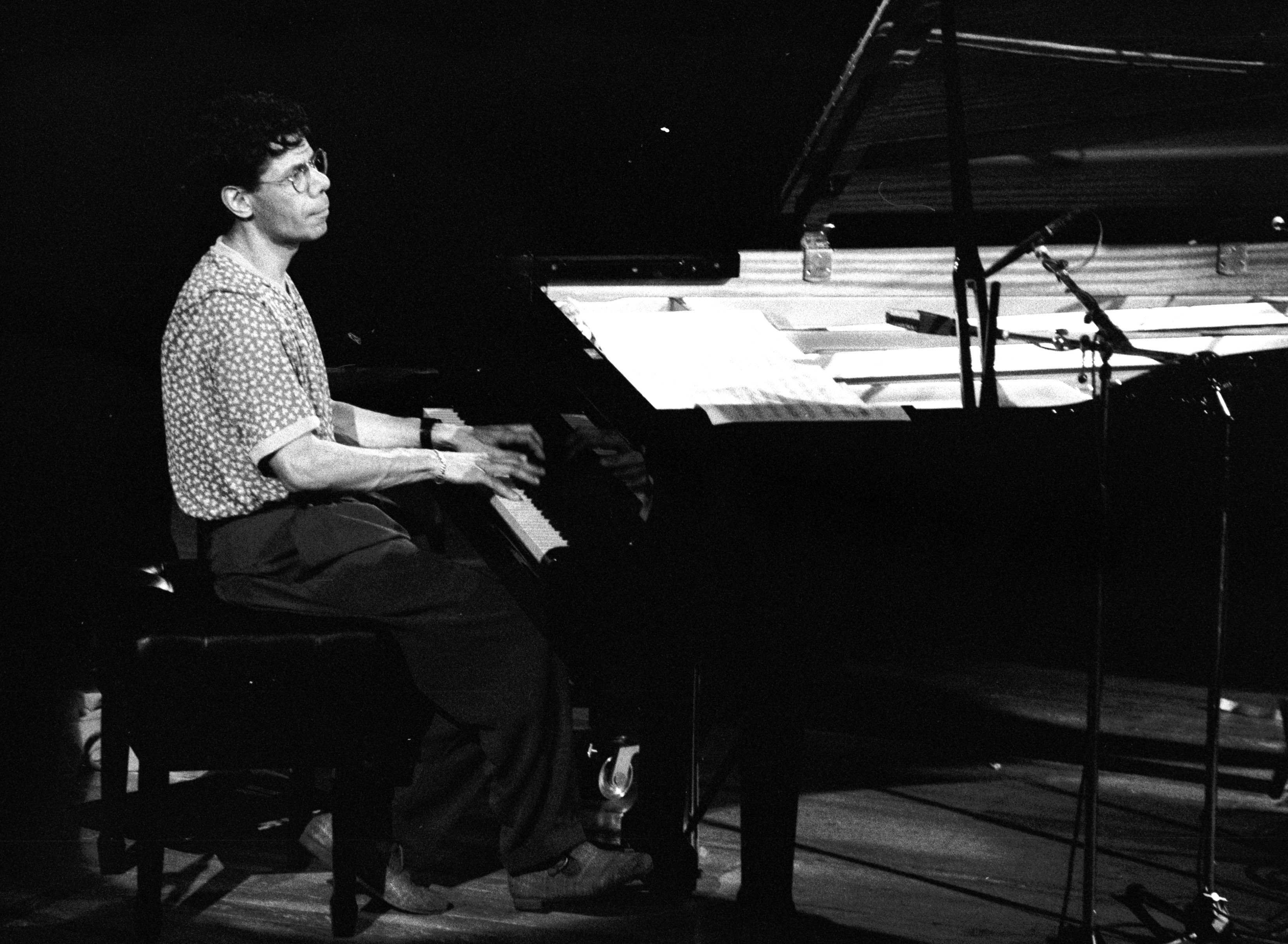
ジャズピアニスト、チック・コリア(1941-2021)誕生。

- 1577年 - パウル・ギュルダン、数学者（+ 1643年）
- 1605年（慶長10年4月26日）- 一条昭良、江戸時代初期の公卿（+ 1672年）
- 1606年（慶長11年5月7日） - 徳川忠長、駿府藩主（+ 1634年）※諸説あり
- 1662年（寛文2年4月26日） - 鍋島元武、小城藩主（+ 1713年）
- 1679年（延宝7年5月4日）- 醍醐冬熙、江戸時代前期の公卿（+ 1756年）
- 1695年（元禄8年5月1日） - 京極高長、峰山藩主（+ 1769年）
- 1718年（享保3年5月13日） - 手島堵庵、心学者（+ 1786年）
- 1733年（享保18年5月1日） - 円山応挙、絵師（+ 1795年）
- 1746年（延享3年4月24日） - 阿部正賀、佐貫藩主（+ 1780年）
- 1786年（天明6年5月16日） - 亀井茲尚、津和野藩主（+ 1831年）
- 1802年 - ハリエット・マーティノー（英語版）、作家、社会学者（+ 1876年）
- 1804年（文化元年5月5日） - 高野長英、蘭学者（+ 1850年）
- 1816年 - ニルス・ブロメール、画家（+ 1853年）
- 1827年 - ヨハンナ・シュピリ、作家（+ 1901年）
- 1848年 - フリードリヒ・ザイツ、作曲家、ヴァイオリニスト（+ 1918年）
- 1855年（安政2年4月29日） - 田口卯吉、経済学者、政治家（+ 1905年）
- 1868年 - ソル・ホワイト、野球選手（+ 1955年）
- 1870年 - エルンスト・シュトローマー、古生物学者（+ 1952年）
- 1877年 - 三浦新七、実業家、政治家（+ 1947年）
- 1878年 - 下中弥三郎、平凡社創業者（+ 1961年）
- 1880年 - 橋本増吉、東洋史学者、東洋大学第14代学長（+ 1956年）
- 1886年 - 伊藤忠兵衛、実業家（+ 1973年）
- 1890年 - エゴン・シーレ、画家（+ 1918年）
- 1892年 - ジューナ・バーンズ、作家、詩人、脚本家（+ 1982年）
- 1895年 - 倉井敏麿、実業家、政治家、元新潟鐵工所社長（+ 1982年）
- 1897年 - アンソニー・イーデン、政治家、第64代イギリス首相（+ 1977年）
- 1897年 - 森村酉三、鋳金工芸家、彫刻家、高崎白衣大観音像の原型制作者（+ 1949年）
- 1903年 - 奥田良三、テノール歌手（+ 1993年）
- 1910年 - 影山正治、右翼活動家、思想家、歌人（+ 1979年）
- 1912年 - 高橋安人、機械工学者、カリフォルニア大学バークレー校名誉教授、豊橋技術科学大学名誉教授（+ 1996年）
- 1913年 - 寺前武雄、政治家、第四代北海道北見市長（+ 1998年）
- 1915年 - デイヴィッド・ロックフェラー、銀行家、実業家、ロックフェラー家当主（+ 2017年）
- 1917年 - 田中正巳、政治家、第52代厚生大臣（+ 2005年）
- 1918年 - 戸井田三郎、政治家、衆議院議員（+ 1996年）
- 1920年 - ハインリヒ・シュトルム、ドイツ空軍のエース・パイロット（+ 1944年）
- 1924年 - ジョージ・H・W・ブッシュ、第41代アメリカ合衆国大統領（+ 2018年）
- 1926年 - 茨木のり子、詩人（+ 2006年）
- 1928年 - リチャード・シャーマン、作曲家（+ 2024年）
- 1929年 - アンネ・フランク、ユダヤ人の少女（+ 1945年）
- 1932年 - 船村徹、作曲家（+ 2017年）
- 1933年 - 三条万里子、振付師、演出家、モダンダンサー
- 1936年 - 江副浩正、リクルート創業者（+ 2013年）
- 1937年 - ウラジーミル・アーノルド、数学者（+ 2010年）
- 1938年 - 東田巍、元プロ野球選手
- 1941年 - チック・コリア、ピアニスト（+ 2021年）
- 1943年 - 槌田誠、元プロ野球選手（+ 1999年）
- 1949年 - 鈴木良平、サッカー指導者
- 1949年 - ジョン・ウェットン、ミュージシャン（+ 2017年）
- 1951年 - ジャンボ秀克、タレント、ラジオパーソナリティ、フリーアナウンサー（+ 2014年）
- 1952年 - 沖雅也、俳優（+ 1983年）
- 1952年 - 魁輝薫秀、元大相撲力士、年寄10代・12代友綱
- 1953年 - 中村貴之、ミュージシャン（NSP）（+ 2021年）
- 1953年 - 長谷川康夫、劇作家、演出家、脚本家、映画監督
- 1953年 - 峯本達雄、元プロ野球選手
- 1955年 - 柳原隆弘、元プロ野球選手
- 1957年 - 青木智仁、ベーシスト（+ 2006年）
- 1957年 - 重田千穂子、女優、声優
- 1959年 - 桑沢篤夫、漫画家
- 1959年 - 篠原敬介、作曲家（+ 2011年）
- 1960年 - イナダ、演出家
- 1960年 - 三遊亭小圓楽、落語家
- 1961年 - 高橋一彦、元プロ野球選手
- 1962年 - アトランティス、プロレスラー
- 1963年 - 塩原恒夫、アナウンサー
- 1964年 - 山崎貴、映画監督
- 1964年 - 広瀬健一、オウム真理教元幹部、元死刑囚（+ 2018年）
- 1965年 - 岩井理江、アナウンサー
- 1965年 - 高橋勇市、マラソン選手、2004年アテネパラリンピック金メダリスト
- 1966年 - 宮本浩次、ミュージシャン（エレファントカシマシ）
- 1966年 - 藤本健治、元プロ野球選手
- 1966年 - 村山誠、官僚
- 1967年 - 有倉雅史、元プロ野球選手
- 1967年 - 池上誠一、元プロ野球選手
- 1967年 - 田尾敏彰、スキージャンプ選手
- 1969年 - 白石麻子、元アイドル（元おニャン子クラブ）
- 1969年 - 三上明紀、元サッカー選手
- 1971年 - 厳斗一、テコンドー師範
- 1971年 - 石川哲彦、音楽アーティスト、作曲家
- 1971年 - 岩出和也、歌手
- 1971年 - 中村綾、女優
- 1971年 - 花田勝彦、元陸上競技選手、元上武大学駅伝部駅伝監督、早稲田大学男子競走部駅伝監督
- 1972年 - 岩槻里子、アナウンサー、
- 1972年 - 七瀬葵、漫画家、イラストレーター、キャラクターデザイナー
- 1973年 - 斎賀みつき、声優
- 1974年 - 松井秀喜、元プロ野球選手
- 1974年 - デーモン・ホリンズ、元プロ野球選手
- 1974年 - 星山忠弘、元プロ野球選手
- 1975年 - あゆかわ華、漫画家
- 1975年 - 佐藤誠、元プロ野球選手
- 1976年 - 池田知聡、声優
- 1976年 - 外山安樹子、ジャズピアニスト、作曲家
- 1976年 - 里谷多英、元モーグルスキーヤー
- 1976年 - トーマス・セーレンセン、サッカー選手
- 1977年 - 江花正直、元野球選手
- 1977年 - 小針清允、元サッカー選手
- 1978年 - 釈由美子、タレント、女優
- 1978年 - 佐藤和俊、将棋棋士
- 1979年 - 石川瞳、タレント
- 1979年 - 〆野潤子、声優
- 1979年 - 堀圭一郎、俳優、声優、リポーター
- 1979年 - 涌井リョウ、ミュージシャン（せきずい）
- 1979年 - 茂山逸平、狂言師
- 1979年 - 越谷章、バレーボール選手
- 1979年 - 山崎芳仁、競輪選手
- 1979年 - ディエゴ・ミリート、サッカー選手
- 1979年 - キム・ヨンスク、フィギュアスケート選手
- 1979年 - 田中祐貴、元プロ野球選手
- 1979年 - 辻武史、元プロ野球選手
- 1981年 - 岩田ゆり、タレント（+ 2006年）
- 1981年 - アドリアナ・リマ、ファッションモデル
- 1981年 - グロリア・アゴリアーティ、フィギュアスケート選手
- 1981年 - リカルド・ナニータ、プロ野球選手
- 1982年 - 宮瀬茉祐子、アナウンサー
- 1982年 - 杉原杏璃、タレント、元グラビアアイドル
- 1982年 - ロイック・デュバル、レーシングドライバー
- 1982年 - アンディ・サモラ、野球選手
- 1982年 - 小穴浩司、元アナウンサー
- 1983年 - 上原厚治郎、元プロ野球選手
- 1983年 - 三上陽永、俳優
- 1983年 - アンジャ・ルービック、ファッションモデル
- 1983年 - ブライアン・ハバナ、ラグビー選手
- 1984年 - 川島茉樹代、歌手
- 1984年 - 今野陽佳、タレント、グラビアアイドル
- 1984年 - 桂亜沙美、タレント
- 1984年 - 菊池真弓、タレント、女優
- 1984年 - 高橋京子、ファッションモデル、女優
- 1984年 - 秦れい、ファッションモデル
- 1984年 - 鈴木理香子、アナウンサー
- 1984年 - 杉山恭子、元モデル
- 1984年 - 高橋和人、元バレーボール選手
- 1984年 - ロジャー・バーナディーナ、プロ野球選手
- 1985年 - 金澤翔子、書道家
- 1986年 - 神尾真由子、ヴァイオリニスト
- 1986年 - 阿部嵩之、自転車競技選手
- 1986年 - スタニスラワ・コマロワ、競泳選手
- 1986年 - 森田甘路、俳優
- 1987年 - 加登脇卓真、警察官、元プロ野球選手
- 1987年 - 市川葵、タレント
- 1987年 - 菊田竜大、お笑いタレント（ハナコ）
- 1987年 - クリスティアン・ランド、フィギュアスケート選手
- 1987年 - 栗山拓也、声優
- 1987年 - 高野人母美、プロボクサー、ファッションモデル
- 1988年 - マティアス・ルピイェ、サッカー選手
- 1988年 - 林﨑遼、元プロ野球選手
- 1989年 - 立石諒、元競泳選手
- 1989年 - 今井ひろの、元AV女優
- 1990年 - 三幣恵理愛、タレント
- 1990年 - 二階堂裕太、タレント
- 1990年 - 丸高愛実、タレント、元グラビアアイドル
- 1990年 - KevJumba、コメディアン
- 1990年 - 三谷元騎（英語版）、フィールドホッケー選手
- 1990年 - 岩瀬佑美子、元アイドル（元乃木坂46）
- 1990年 - ドリュー・ホリデー、バスケットボール選手
- 1991年 - 松前吏紗、アイドル（まなみのりさ）
- 1991年 - 五十幡裕介、アナウンサー
- 1991年 - グレート-O-カーン、プロレスラー
- 1991年 - アビサイル・ガルシア、プロ野球選手
- 1991年 - 吉井彩実、元声優
- 1992年 - 岡崎静夏、オートバイレーサー
- 1992年 - 永嶋柊吾、俳優
- 1992年 - 一平、お笑いタレント（Gパンパンダ）
- 1992年 - 村井泰希、元サッカー選手
- 1992年 - フィリペ・コウチーニョ、サッカー選手
- 1993年 - 後藤夕貴、タレント（元チャオ ベッラ チンクエッティ）
- 1993年 - 塩見泰隆、プロ野球選手
- 1994年 - 加藤将太、俳優
- 1994年 - 田原啓吾、元プロ野球選手
- 1994年 - 森本龍弥、元プロ野球選手
- 1995年 - ストロングマシン2号、ダンサー
- 1996年 - 島貫凌、アナウンサー
- 1996年 - 橋詰丈、自転車競技選手
- 1996年 - 王輝嘉助、元大相撲力士
- 1997年 - 勝野昌慶、プロ野球選手
- 1997年 - 鈴木茉莉、柔道選手
- 1997年 - 瀧原光、歌手、タレント（NORD）
- 1998年 - 室田瑞希、歌手、元アイドル（元アンジュルム）
- 1998年 - 許豊凡、アイドル（INI）
- 1998年 - 鈴木駿輔、野球選手
- 1998年 - 藤田七海、サッカー選手
- 1999年 - 関菜々巳、バレーボール選手
- 2000年 - 小林歌穂、歌手、女優（私立恵比寿中学）
- 2000年 - 古林睿煬、プロ野球選手
- 2001年 - 井上瑠夏、アイドル（SKE48）
- 2001年 - 中野翔太、陸上競技選手
- 2002年 - 戸澤正宇、ピアノ奏者
- 2002年 - 森山瑛、俳優
- 2002年 - 岡本駿、プロ野球選手
- 2004年 - 三井愛梨、競泳選手
- 2009年 - キム・ユソン、フィギュアスケート選手
- 生年不詳 - 岡本仁志、ギタリスト（元GARNET CROW）

### 人物以外（動物など）
- 2017年 - シャンシャン、ジャイアントパンダ

## 忌日

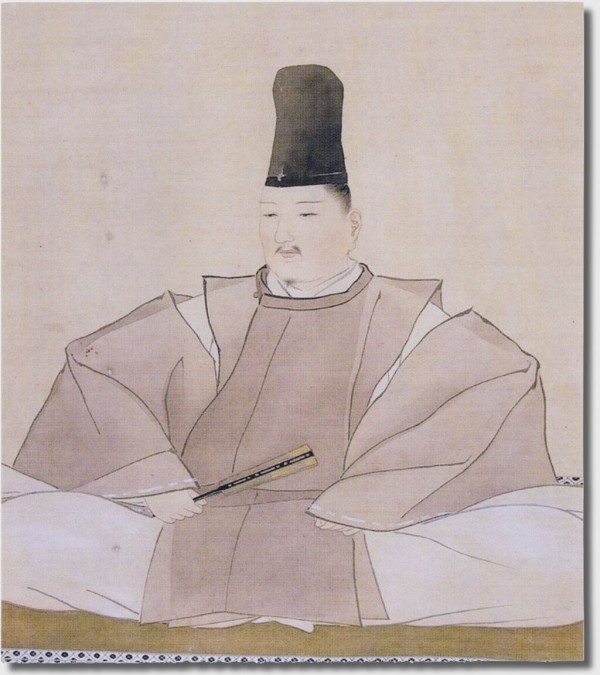
戦国大名今川義元(1519-1560)、桶狭間の戦いで戦死。

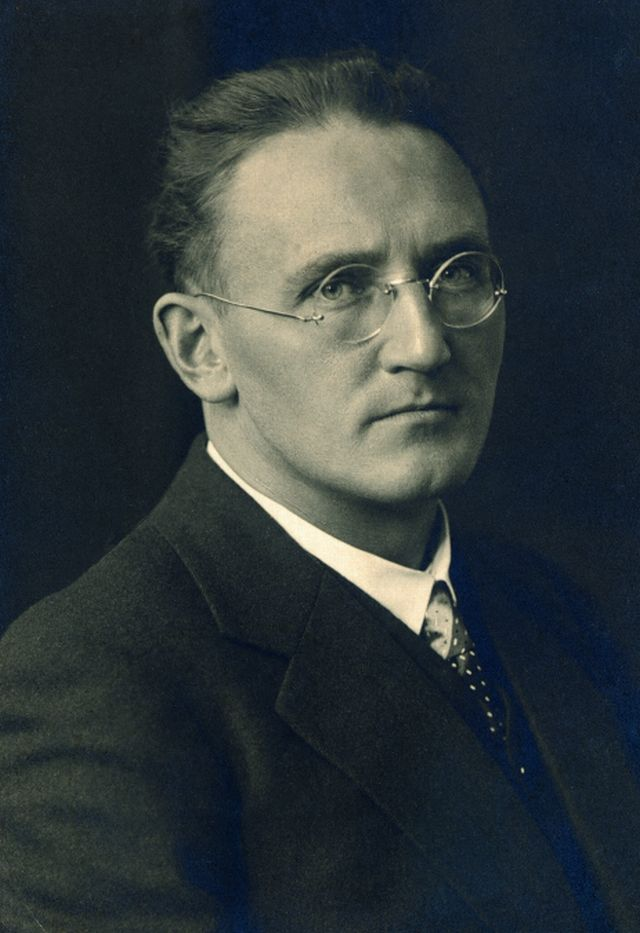
指揮者ヘルマン・シェルヘン(1891-1966)没。

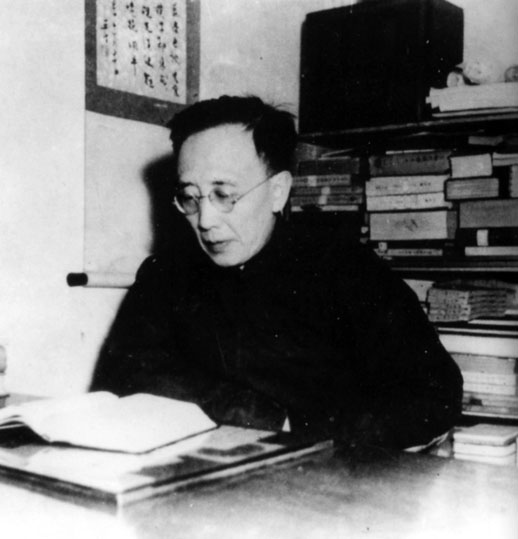
中国の著述家郭沫若(1892-1978)没。

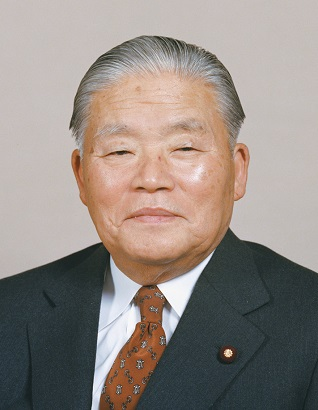
第68・69代日本国内閣総理大臣大平正芳(1910-1980)没。

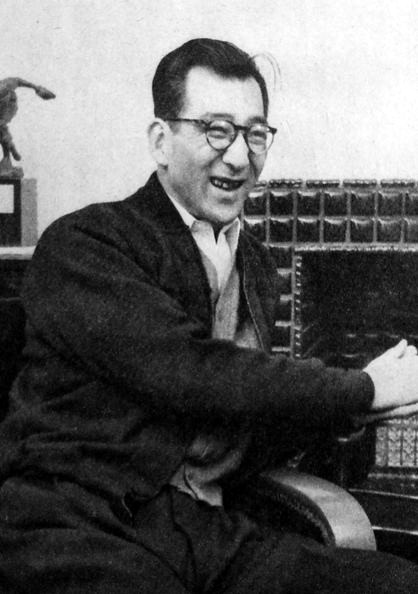
元プロ野球選手杉下茂(1925-2023)没。

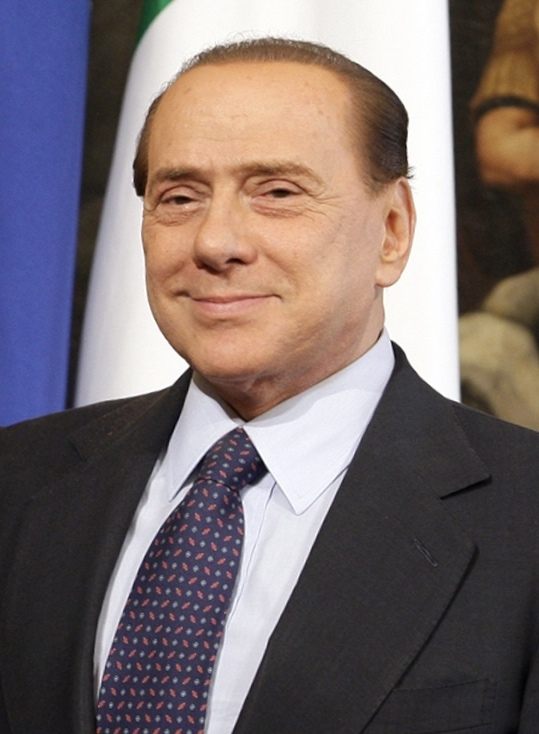
イタリア首相シルヴィオ・ベルルスコーニ(1936-2023)没。

- 1560年（永禄3年5月19日） - 今川義元、戦国武将（* 1519年）
- 1728年（享保13年5月5日） - 丹羽秀延、第7代二本松藩主（+ 1690年）
- 1759年 - ウィリアム・コリンズ（英語版）、詩人（* 1721年）
- 1772年 - マルク＝ジョゼフ・マリオン・デュフレーヌ、軍人、探検家（* 1724年）
- 1789年 - ジャン＝エティエンヌ・リオタール、画家（* 1702年）
- 1842年 - トーマス・アーノルド、教育家、歴史家（* 1795年）
- 1852年 - グザヴィエ・ド・メーストル、作家、画家、軍人（* 1763年）
- 1912年 - フレデリック・パシー、経済学者、国際平和連盟設立（* 1822年）
- 1912年 - フェルディナント・ツィルケル、地質学者（* 1838年）
- 1919年 - ヘルマン・リーツ、教育学者（* 1868年）
- 1946年 - 寺内寿一、陸軍軍人（* 1879年）
- 1966年 - ヘルマン・シェルヘン、指揮者、作曲家（* 1891年）
- 1970年 - ボリス・ベロウソフ（ロシア語版）、化学者、ベロウソフ・ジャボチンスキー反応発見者（* 1893年）
- 1972年 - エドマンド・ウィルソン、文芸評論家（* 1895年）
- 1972年 - ルートヴィヒ・フォン・ベルタランフィ、生物学者（* 1901年）
- 1978年 - 郭沫若、政治家、文学者、詩人、歴史家（* 1892年）
- 1978年 - 原田武一、テニス選手（* 1899年）
- 1980年 - 大平正芳、政治家、第68・69代内閣総理大臣（* 1910年）
- 1981年 - 伊能繁次郎、運輸官僚、政治家、第10代防衛庁長官（* 1901年）
- 1982年 - カール・フォン・フリッシュ、動物行動学者（* 1886年）
- 1982年 - マリー・ランバート、舞踏家（* 1888年）
- 1983年 - ノーマ・シアラー、女優（* 1902年）
- 1985年 - 華羅庚、数学者（* 1910年）
- 1985年 - ヘルムート・プレスナー、哲学者、社会学者（* 1892年）
- 1988年 - ルース・メンザ、ピアニスト（* 1933年）
- 1991年 - 清水一郎、政治家、元群馬県知事（* 1918年）
- 1994年 - 西田稔、元プロ野球選手（* 1935年）
- 1995年 - 藤井正男、政治家、第6代広島県福山市長（* 1906年）
- 1995年 - アルトゥーロ・ベネデッティ・ミケランジェリ、ピアニスト（* 1920年）
- 1998年 - レオ・ブスカーリア、教育学者（* 1924年）
- 1998年 - 沢風富治、元大相撲力士（* 1936年）
- 1999年 - 芦部信喜、憲法学者、東京大学名誉教授（* 1923年）
- 2002年 - 青山行雄、実業家、元讀賣テレビ放送社長（* 1921年）
- 2002年 - 一丸章、詩人（* 1920年）
- 2002年 - ナンシー関、消しゴム版画家、コラムニスト（* 1962年）
- 2003年 - グレゴリー・ペック、俳優（* 1916年）
- 2005年 - 後藤英一、情報工学者、東京大学名誉教授（* 1931年）
- 2006年 - 沢田文吉、棒高跳び選手（* 1920年）
- 2006年 - リゲティ・ジェルジュ、作曲家（* 1923年）
- 2006年 - 青木智仁、ベーシスト（* 1957年）
- 2007年 - ギー・ド・ロチルド、銀行家、馬主、貴族（* 1909年）
- 2007年 - 門脇禎二、歴史学者、京都府立大学名誉教授、京都橘女子大学名誉教授（* 1925年）
- 2009年 - 高島温厚、政治家、元北海道小清水町長（* 1925年）
- 2009年 - フェリックス・マルーム、軍人、政治家、元チャド首相（* 1932年）
- 2009年 - 阿部岩夫、詩人（* 1934年）
- 2009年 - シャイラージャ・アッチャーラ、政治家、元ネパール副首相（* 1944年）
- 2010年 - グリズリー・スミス、プロレスラー（* 1932年）
- 2010年 - フアト・マンスーロフ、指揮者（* 1928年）
- 2011年 - 平田隆夫、ジャズミュージシャン、作曲家（* 1939年）
- 2011年 - ローラ・ジスキン、映画プロデューサー（* 1950年）
- 2011年 - 山口和彦、政治家、元千葉県勝浦市長（* 1951年）
- 2012年 - パイーニョ、サッカー選手（* 1923年）
- 2012年 - 河野俊二、実業家、元東京海上火災保険社長、元日本損害保険協会会長（* 1927年）
- 2012年 - 三代目 林家染三、落語家（* 1926年）
- 2012年 - 河野俊二、実業家、元東京海上火災保険社長（* 1927年）
- 2012年 - 日隅一雄、弁護士、元産経新聞記者（* 1963年）
- 2012年 - エリノア・オストロム、政治学者、経済学者、インディアナ大学教授、2009年度ノーベル経済学賞受賞者 （* 1933年）
- 2012年 - ヘンリー・ヒル、ギャングスター（* 1943年）
- 2013年 - 木村次郎右衛門、スーパーセンテナリアン（* 1897年）
- 2013年 - 石黒昭博、英語学者、同志社大学名誉教授、徳島文理大学名誉教授（* 1934年）
- 2014年 - ジミー・スコット、ジャズ歌手（* 1925年）
- 2014年 - 池多孝春、編曲家（* 1930年）
- 2014年 - 市川宏、中国文学者、法政大学名誉教授（* 1937年）
- 2014年 - 永谷脩、スポーツライター（* 1946年）
- 2014年 - 大部一秋、外交官、駐ウルグアイ大使（* 1952年）
- 2015年 - モニカ・ルイス（英語版）、ジャズシンガー、女優（* 1922年）
- 2017年 - 西郷竹彦、文芸学者、児童文学研究者、ロシア文学翻訳家（* 1920年）
- 2017年 - 大田昌秀、社会学者、歴史学者、政治家（* 1925年）
- 2017年 - 安岡重明、経済学者、経営学者、歴史学者、同志社大学名誉教授（* 1928年）
- 2017年 - 古岡滉、実業家、元学習研究社社長（* 1933年）
- 2017年 - チャック・サッカー、コンピュータエンジニア（* 1943年）
- 2018年 - ジョン・ハイズマン、ジャズ・ロックドラマー、音楽プロデューサー（コロシアム・コロシアムII）（* 1944年）
- 2019年 - 山崎つる子、美術家（* 1925年）
- 2019年 - 巌浩、編集者、元『日本読書新聞』編集長（* 1925年）
- 2019年 - 横田洋三、国際法学者、法務省特別顧問（* 1940年）
- 2019年 - 國井正廣、俳優、殺陣師（* 1944年）
- 2020年 - パーフェクト・ヤサイ・ジュニア、弁護士、政治家、元フィリピン外務大臣、元証券取引委員会委員長（* 1947年）
- 2020年 - 松下雅人、声楽家、名古屋音楽大学教授（* 1961年）
- 2021年 - 姜徳相、歴史学者、滋賀県立大学名誉教授（* 1932年）
- 2021年 - イーゴリ・ゼレゾフスキー、元スピードスケート選手、1994年リレハンメルオリンピック1000m銀メダリスト（* 1963年）
- 2022年 - 中里良彦、実業家、元富士電機社長（* 1927年）
- 2022年 - 渡辺貢、官僚、政治家、元日本共産党衆議院議員（* 1928年）
- 2022年 - フィリップ・ベイカー・ホール、俳優（* 1931年）
- 2023年 - 杉下茂、プロ野球選手、監督（* 1925年）
- 2023年 - ジョン・ロミータ・Sr、漫画家（* 1930年）
- 2023年 - シルヴィオ・ベルルスコーニ、政治家、実業家、第50・56・57・59代イタリア首相、元ACミランオーナー（* 1936年）
- 2023年 - 北川正人、実業家、経営コンサルタント、元千代田化工建設社長（* 1936年）
- 2023年 - トリート・ウィリアムズ、俳優（* 1951年）
- 2023年 - ビャチェスラフ・ザイツェフ、バレーボール選手、1980年モスクワ五輪金メダリスト（* 1952年）
- 2023年 - キャロル・H・クラーク、推理作家（* 1956年）
- 2024年 - フェルナンド・ジョゼ・デ・フランサ・ディアス・ヴァン＝デュネム、政治家、外交官、第2代・第4代アンゴラ共和国首相（* 1934年）
- 2024年 - 西川祐子、フランス文学者、女性学者、京都文教大学名誉教授（* 1937年）
- 2024年 - ジェリー・ウェスト、バスケットボール選手、指導者、1960年ローマ五輪金メダリスト（* 1938年）
- 2024年 - ヴャチェスラフ・ズードフ、宇宙飛行士（* 1942年）
- 2024年 - 二代目桂ざこば、落語家（* 1947年）
- 2025年 - 藤村志保、女優（* 1939年）
- 2025年 - 小林じんこ、漫画家（* 生年非公表）

## 記念日・年中行事

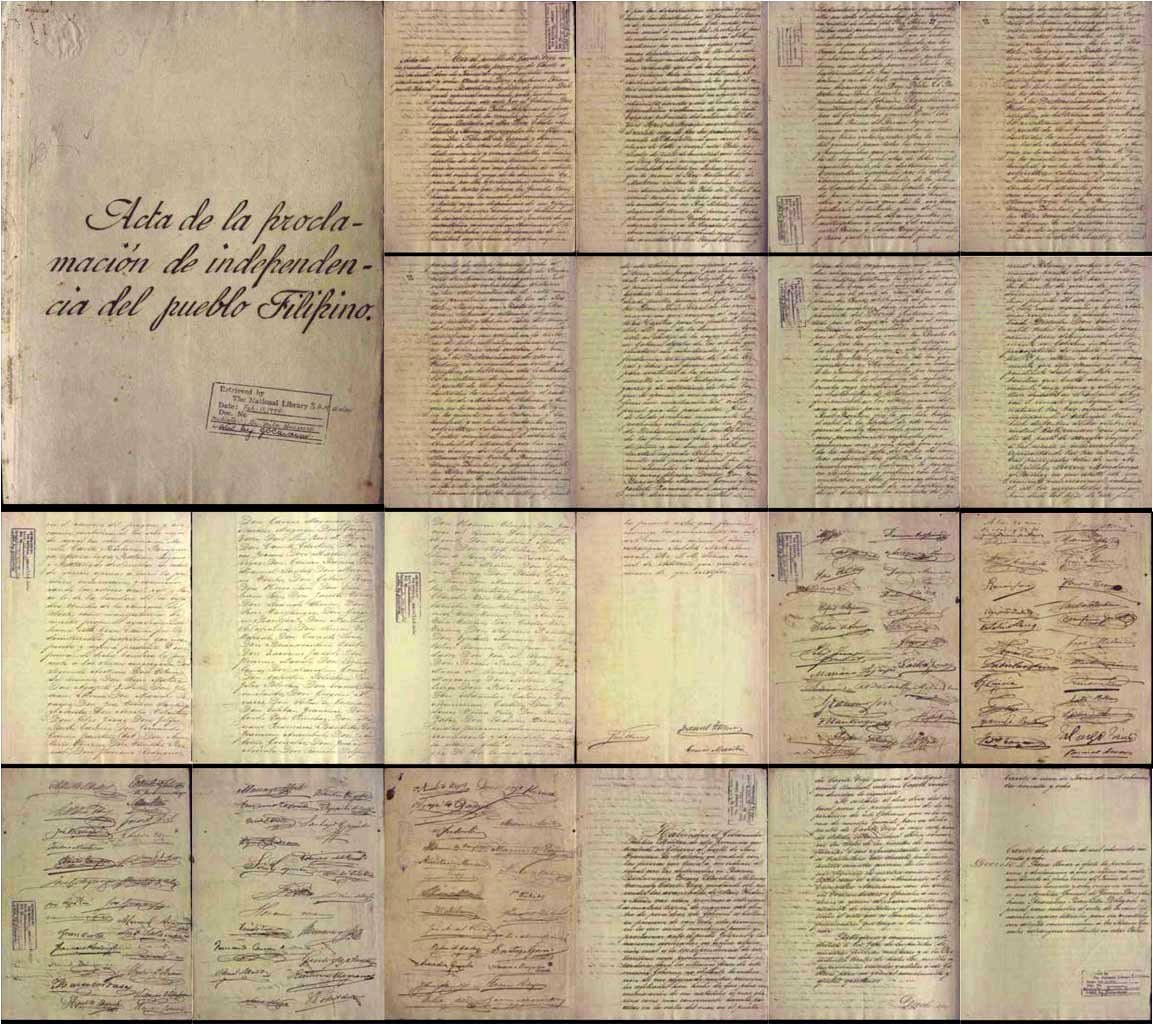
フィリピン独立宣言(1898)。

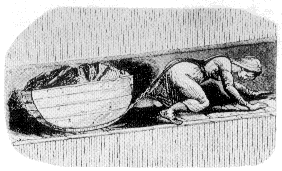
児童労働反対世界デー。画像は18世紀イギリスで炭鉱労働に従事する児童。

- 児童労働反対世界デー（英語版）（ 世界）
「児童労働をなくすことを世界に呼びかける日」として国際労働機関が2002年に制定。最悪の形態の児童労働の撤廃を呼びかけるため毎年世界各地でさまざまな活動が展開されている。
- 独立記念日（ フィリピン）
1898年6月12日に、革命軍の最高指導者アギナルド将軍が独立を宣言。
- ロシアの日（英語版）（ ロシア）
1990年のこの日、ロシア・ソビエト連邦社会主義共和国で国家主権宣言が採択されたことを記念[10]。1994年からロシアの祝日となった。日本では「独立記念日」と書かれることもある。1998年6月12日、エリツィン大統領が「主権宣言採択の日」から「ロシアの日」への改称を提案した[19]。
- チャコ休戦の日（ パラグアイ）
1935年のこの日、ボリビアとパラグアイの間のチャコ戦争が終結したことを記念。
- 恋人の日（Dia dos Namorados）（ ブラジル・ 日本）
ブラジルにおいて縁結びの聖人とされるアントニオの命日の前日であり、当国では恋人同士でフォトフレームを贈り合う習慣がある。日本でも普及を狙い1988年に全国額縁組合連合会によって制定。
- 日記の日（ 日本）
1942年6月12日にポーランド系ユダヤ人のアンネ・フランクが、13歳の誕生日に日記を始めたことにちなむ[20]。
- エスペラントの日（ 日本）
日本エスペラント学会が、1906年のこの日に日本エスペラント協会が設立されたことを記念して制定[21]。なお、ザメンホフによる最初のエスペラント学習書発刊を記念する7月26日は、国際的な「エスペラントの日」とされている[22]
- みやぎ県民防災の日（ 日本）
1978年のこの日にM7.4の宮城県沖地震が発生したことにちなむ。県民の防災意識を高めるため、宮城県各地で防災訓練が行われる[23]。
- バザー記念日（ 日本）
1884年のこの日に鹿鳴館で第1回婦人慈善市という日本初のバザーが開催された。３日間にわたり華族の女性たちの手芸品などが販売された[24]。